# میزویل (ویرجینیای غربی)
میزویل (به انگلیسی: Maysville) یک منطقهٔ مسکونی در ایالات متحده آمریکا است که در شهرستان گرنت، ویرجینیای غربی واقع شده‌است.